# Hilduin van Milaan
Hilduin van Milaan was Benedictijner abt van de abdij van Lobbes van 873 tot 880. 
In 920 werd Hilduin, na de dood van Stephanus van Luik, tot bisschop van Luik benoemd. Hij had daarbij de steun van Giselbert II en de Oostfrankische koning Hendrik de Vogelaar. De bisschopswijding werd gedaan door de Keulse aartsbisschop Herman I van Keulen. Er was echter een tegenkandidaat, de abt van de Abdij van Prüm, Richer van Luik. Deze had de steun van de Westfrankische koning Karel III van Frankrijk. Paus Johannes X besloot in het conflict ten gunste van Richer. Hij wijdde Richer op 4 november 921 tot bisschop van Luik en excommuniceerde Hilduin, die naar Italië, naar Hugo van Arles vluchtte. Daar werd hij in 928 bisschop van Verona en in 932 aartsbisschop van Milaan. Hij overleed in 936 in Luik.